# Júnior Alberto Moreno
Júnior Alberto Moreno Paredes, noto semplicemente come Júnior Alberto Moreno (Valera, 3 marzo 2000), è un calciatore venezuelano, difensore dello Zamora FC.

## Caratteristiche tecniche
È un difensore centrale.

## Carriera

### Nazionale
Con la nazionale Under-20 venezuelana ha preso parte al campionato sudamericano 2019.